# Lenda da Ermida de Nossa Senhora dos Milagres da ilha do Corvo

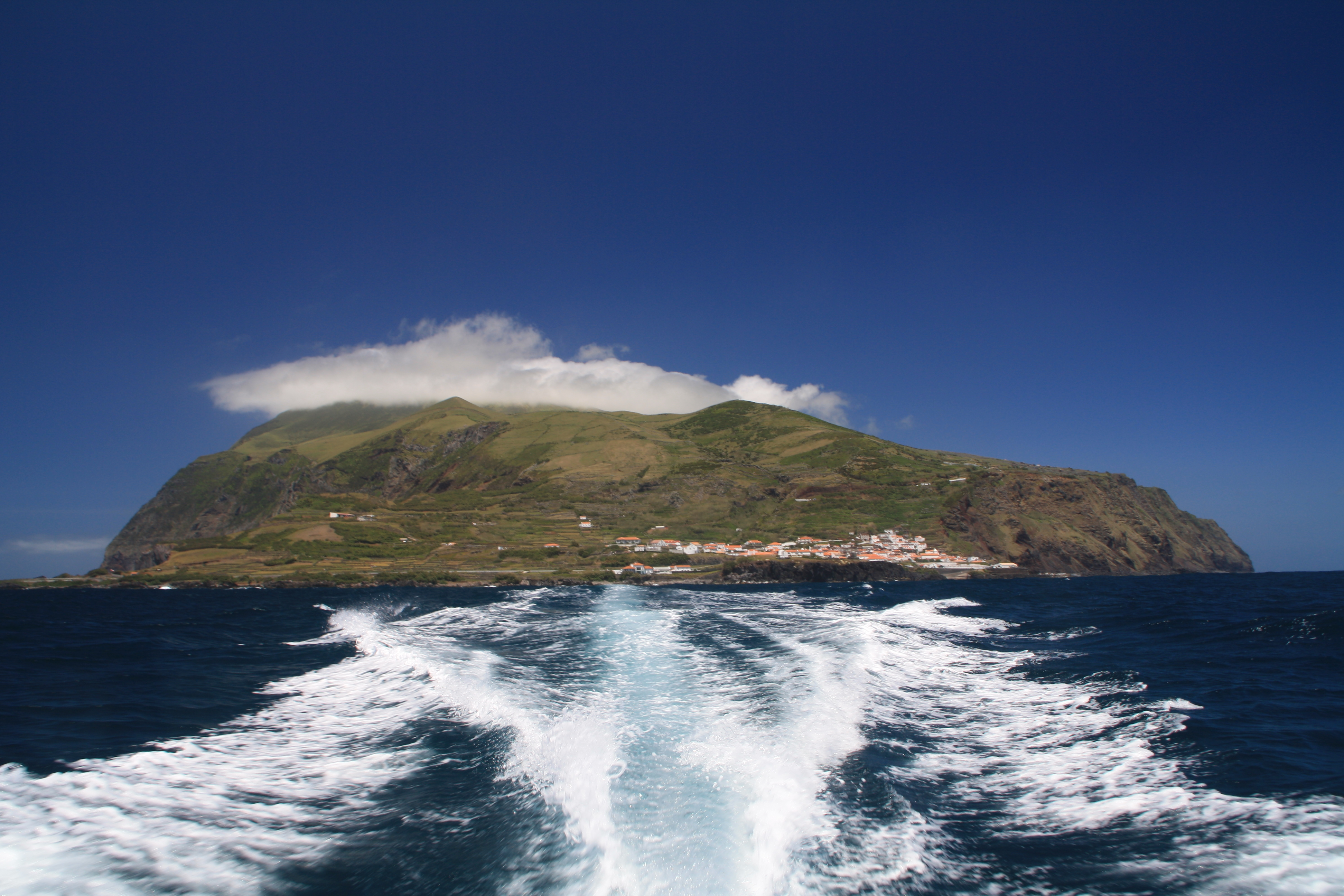
Ilha do Corvo.

A Lenda da Ermida de Nossa Senhora dos Milagres é uma tradição da ilha do Corvo, nos Açores. Liga-se às crenças dos povos cristãos, não só insulares, onde o desconhecido era enfrentado com medo e por isso era solicitada a intervenção do divino.

## Lenda
No século XVI, num dia de mar manso, andavam homens a bater a costa à procura de restos de madeira trazidos pelas ondas do mar, para queimar como lenha. Por entre as madeiras que tinham dado à costa viram um pequeno caixote a flutuar na linha da maré. Era um caixote muito bem feito, de madeira clara, já gasta pelo tempo no mar.
Estranhando o objeto, trouxeram-no para fora da água e abriram-no com cuidado. Dentro estava uma pequena imagem de uma Nossa Senhora a que só mais tarde os corvinos vieram a chamar dos Milagres. A notícia do achado correu pela ilha e em pouco tempo as pessoas juntaram-se no local para ver a santinha. Alguém reparou que a imagem tinha uma inscrição: "No lugar onde eu sair, façam-me uma ermida". Imediatamente ficou decidido construir uma ermida localizada no Alto da Rocha para a Nossa Senhora.
Com o passar do tempo, a notícia de que uma imagem da Senhora dos Milagres tinha dado à costa na ilha do Corvo espalhou-se pelas restantes ilhas dos Açores e rapidamente chegou a Lisboa, onde ordenaram que uma nau fosse buscar a imagem para a capital do reino de Portugal. Apesar de revoltados com o acontecimento, os locais não puderam impedir a partida da imagem, que foi levada para um templo em Lisboa, onde ficou em lugar de destaque num altar dourado.
Pouco tempo depois, coisas estranhas começaram a acontecer. Todas as manhãs a imagem aparecia com o manto molhado, como se estivesse estado metida em água. Começou a dizer-se que a água era salgada e que a Nossa Senhora andava pelo mar: a imagem saía do seu altar de talha dourada todas as noites e atravessava o mar para ir para a sua ilha do Corvo, onde gostava de estar, e voltava pela manhã à igreja onde a tinham colocado.
Só a partir destes acontecimentos e quando a noticia chegou ao Corvo e a imagem também é que os corvinos passaram a chamar a esta imagem de  Nossa Senhora dos Milagres.
Preocupados com o acontecimento inexplicável, os padres da igreja onde a imagem se encontrava decidiram envia-la de volta ao Corvo. Quando a imagem de Nossa Senhora dos Milagres voltou à ilha, foi recebida com grande alegria pela população que  voltou a coloca-la na sua ermida sobre a rocha, sobranceira ao Porto da Casa, local onde tinha aparecido e queria ter a sua morada. Dali, acredita-se, passou a proteger os corvinos e a fazer muitos milagres.